# マリアンヌ・ストークス
マリアンヌ・ストークス（Marianne Stokes、1855年1月19日 - 1927年8月13日）はオーストリア生まれのイギリスの画家である。イギリスの「ビクトリア朝絵画」の重要な人物の一人である。

## 略歴
オーストリアのグラーツで生まれた。旧姓はプラインドルスベルガー(Preindlsberger)である。ミュンヘンで歴史画家、ヴィルヘルム・リンデンシュミット(Wilhelm Lindenschmit)に絵を学び、奨学金を得て、フランスに移り、ダニャン＝ブーベレやラファエル・コラン、クルトワのもとで学んだ。パリ近郊の田園で、他の若い画家たちと絵を描き、自然主義の画家、ジュール・バスティアン＝ルパージュの影響を受けた。この影響は後年、ストークスが中世的で、聖書に題材を描くようになった後も見られる 。
フランスでは、フィンランドの女性画家、ヘレン・シャルフベックと親しくなり、1883年にともに、フランスの「画家たちのまち」と呼ばれるポン＝タヴァンを訪れた。1884年にフランスで、イギリスの風景画家、エイドリアン・スコット・ストークスと知り合い、1885年に結婚した。1885年からイギリスのロイヤル・アカデミー・オブ・アーツ(王立美術院)に出展をし、1886年から「エイドリアン・ストークス夫人」の名を使うようになった。
夫妻は1885年と1886年の夏は、多くの画家たちが集まった、デンマーク最北端の町スケーエン(Skagen)で過ごした。1885年にはアイルランドも訪れた。1900年に夫とFine Art Society で共同展覧会を開き、コーンウォールの芸術家の集まるセント・アイヴスに住んだ。子供はいなかったが、頻繁に外国を旅し、チロル地方や、1905年にはハンガリーやタトラス山地を訪れ、半年間にわたってVažecやŽdiarで写生を行い、夫は風景画を描き、マリアンヌは民族衣装の人々を描き、当時のスロバキアの文化の貴重な記録となった。
後年はイギリスの「ラファエル前派」の美術運動に感銘をうけて、中世の神話的や、聖書の題材に描くようになり評価を高めた。フレスコ画のような印象を与える人物画を描いた。

## ストークスの作品

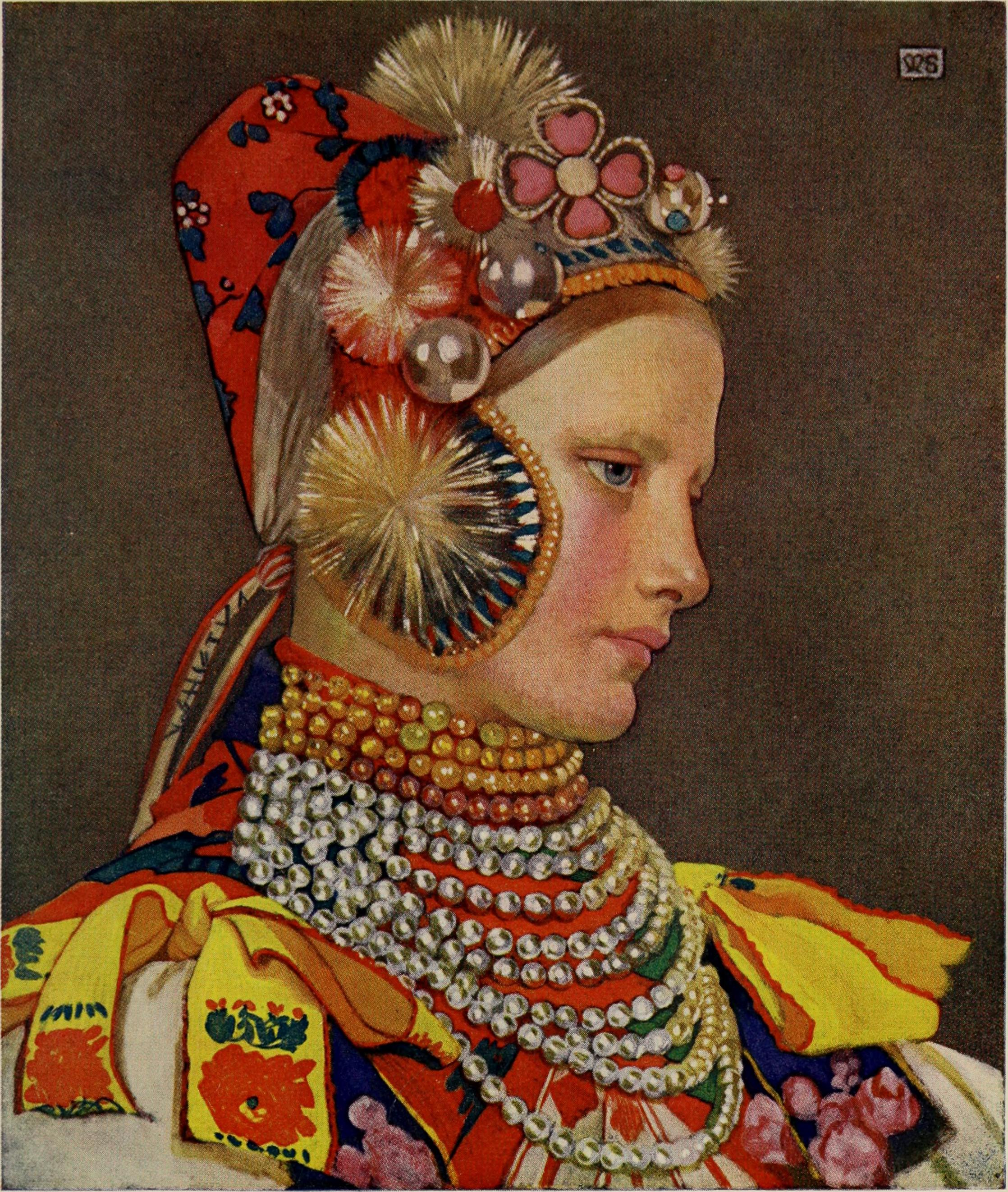
スロバキアの少女,(1909)
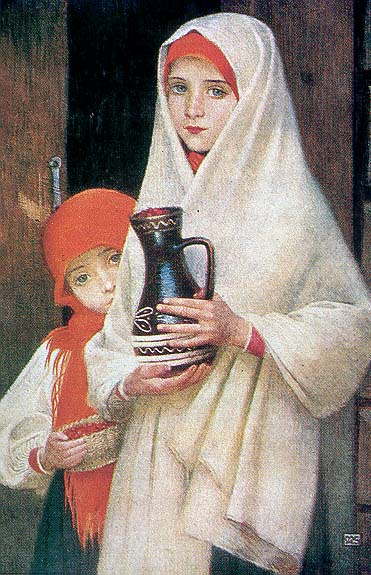
スロバキアで描かれた肖像画 (1905)
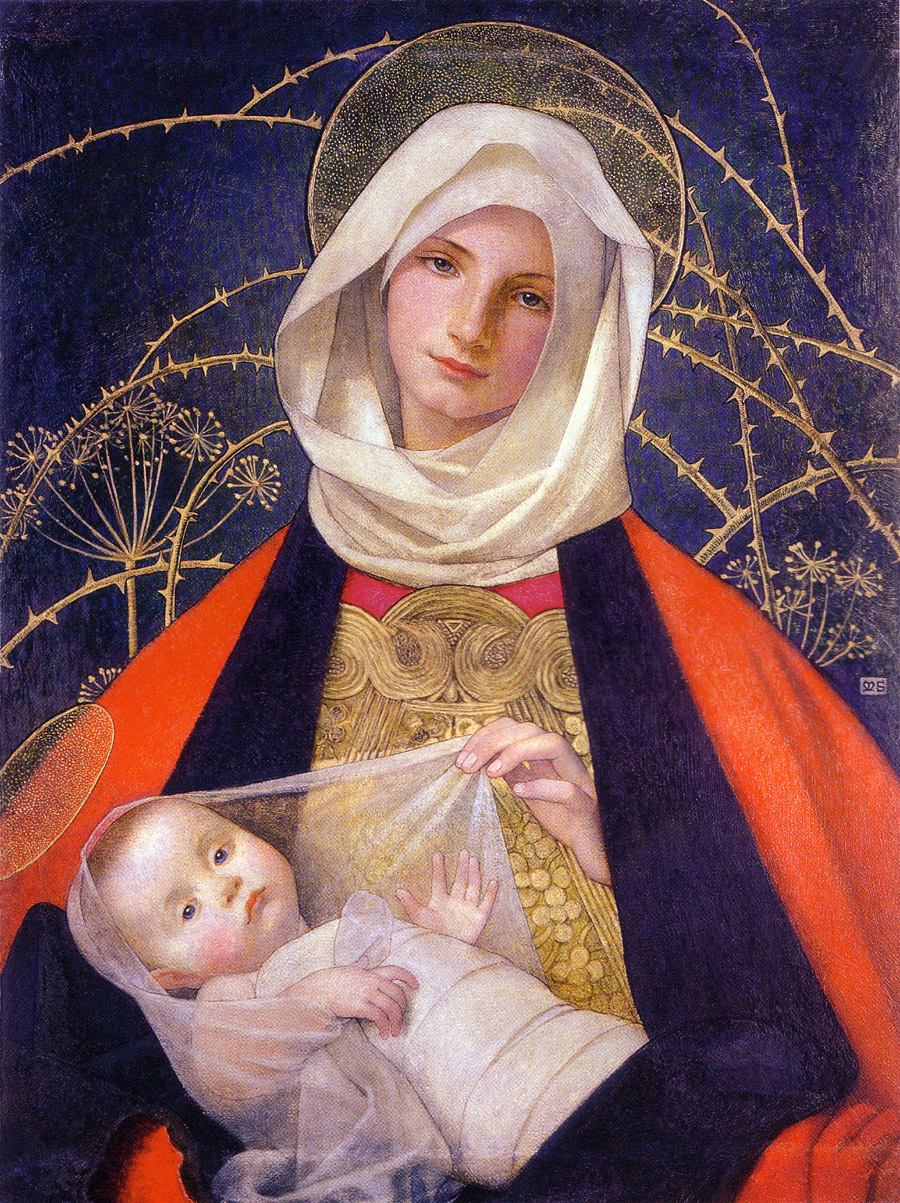
聖母子(1907/1908)
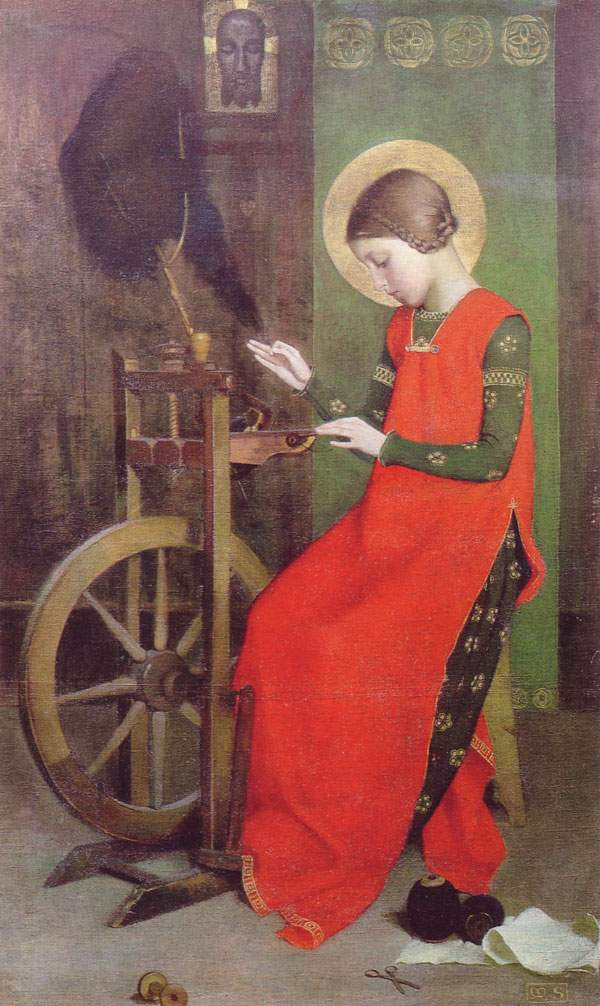
St Elizabeth of Hungary Spinning for the Poor
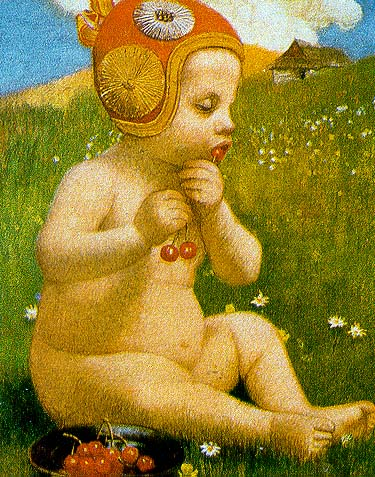
スロバキアで描かれた幼児の絵 (1905)
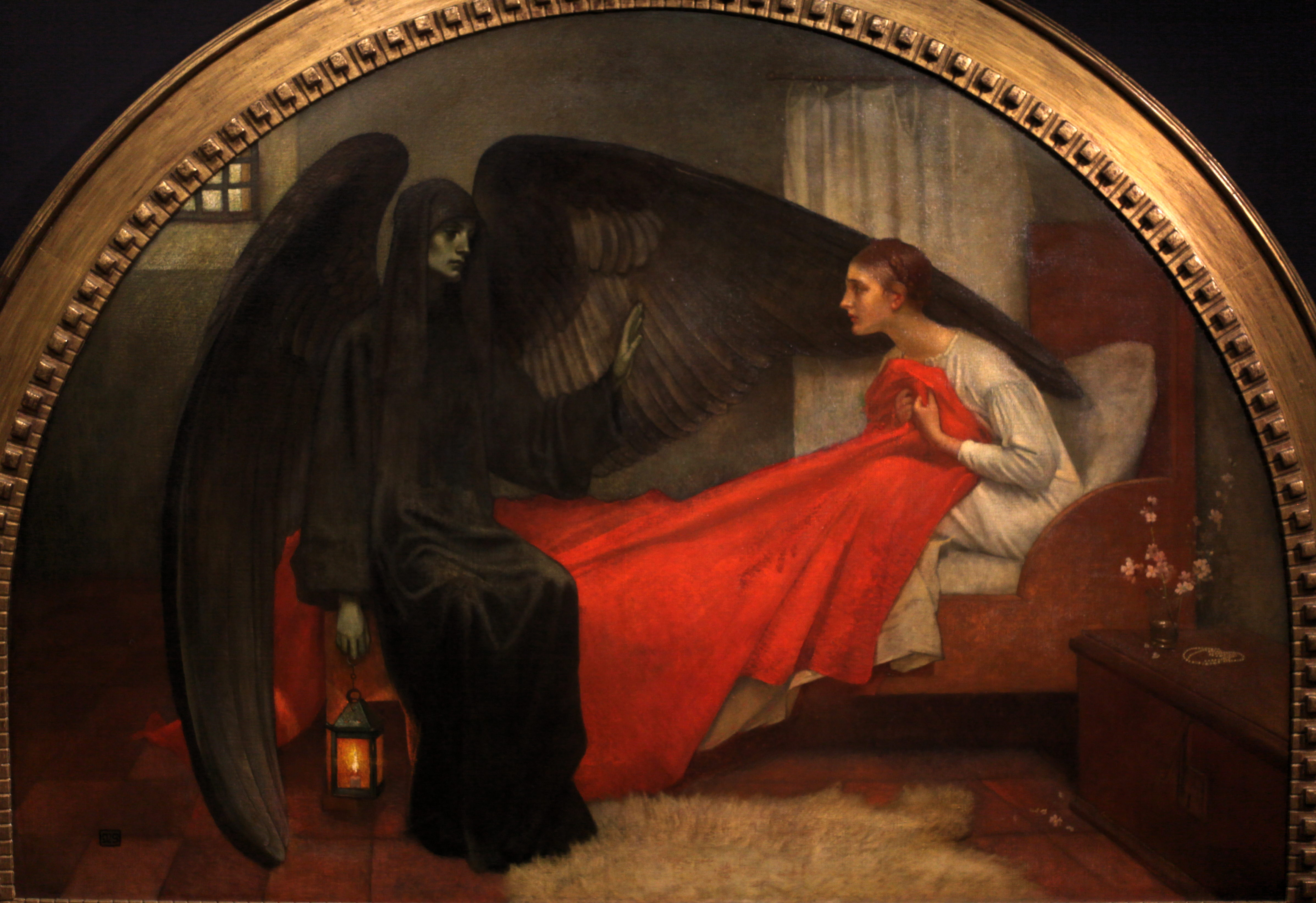
死と乙女,(c.1908)

## 評伝
- Evans, Magdalen (2009). Utmost fidelity: the painting lives of Marianne and Adrian Stokes. Sansom & Company. ISBN 978-1-906593-01-8
- Hungary, Adrian and Marianne Stokes, (Adam and Charles Black, London, 1909), 75 colour full-page illustrations of Hungary and High Tatra
- Mevnell, Wilfred, Mr and Mrs Adrian Stokes, in Art Journal 1900